# Pego Club de Futbol
El Pego Club de Fútbol es un club de fútbol español de Pego, en la provincia de Alicante. Fue fundado en 1923 y actualmente compite en la Lliga Primera FFCV (Grupo III).

## Historia
El Pego CF es un club fundado en 1923. En la temporada 1941/42 se produjo la primera inscripción oficial de un club de Pego en una competición federada. Estuvo tres temporadas en Segunda Regional, hasta que tras finalizar la 1943/44 desapareció. En 1947 volvió el fútbol a Pego con el nombre de Educación y Descanso de Pego, y tras varios años en las categorías regionales, ascendió en 1959 a Tercera División, categoría en la que permaneció durante tres temporadas tras su descenso en la 1961/62 y en la que el club reformó su nombre a Pego CF. La siguiente época en Tercera División fue desde 1988 a 1992, cuatro temporadas hasta su nuevo descenso a Regional Preferente a pesar de quedar en el puesto 11º (a causa de una reestructuración de la Tercera que pasó de dos a un grupo). En la temporada 1995/96 el club pegolino realizó una buena temporada en Preferente entrenado por Pascual Sendra Mansanet, y logró el ascenso a Tercera. Tras su tercer ascenso a Tercera División, desde la 1996/97, el club roget suma doce temporadas consecutivas en Tercera División y se ha convertido en un clásico en el grupo sexto. El mayor logro en la historia del club fue un cuarto puesto en Tercera División en la temporada 2000/01, temporada en la que el equipo disputó la liguilla de ascenso a Segunda División B contra CD Manacor, CF Balaguer y CF Ciudad de Murcia; el club pegolino quedó colista de la liguilla con seis puntos y el CF Ciudad de Murcia ascendió a Segunda B con trece puntos. Tras varias temporadas sin pena ni gloria en la categoría, tras concluir la temporada 2007/08 en la que se consiguió la permanencia al borde del descenso, el fantasma de la desaparición sondeó en el club que incluso públicamente anunció que renunciaría a su plaza a cambio de dinero, operación que finalmente no se produjo.

## Presidentes
- Carlos Pascual Sastre (/1996–2004)
- Enrique Moll Briones (/2005–2008)
- Joan Folques Nadal (2008–2011)
- Ximo Puchol Masanet (2011–2014)
- Juan Francisco Frau Ferrer (2015–2016)

## Uniforme
- Uniforme titular: Camiseta roja, pantalón azul y medias rojas.
- Uniforme alternativo: Camiseta verde, pantalón blanco y medias blancas.

## Estadio
El Campo Municipal Cervantes es la sede donde el Pego CF disputa sus encuentros. El campo de fútbol, se encuentra dentro de las instalaciones del Polideportivo Municipal Cervantes del municipio alicantino de Pego. El terreno de juego es de césped artificial y su capacidad total ronda los 1000 espectadores.

## Datos del club
- Temporadas en Primera División: Ninguna.
- Temporadas en Segunda División: Ninguna.
- Temporadas en Segunda División B: Ninguna.
- Temporadas en Tercera División: 19.
- Temporadas en Regional Preferente: Desconocido.
- Mejor puesto en la liga: 4º en Tercera División (2000/01).
- Peor puesto en la liga: 18º en Tercera División (2005/06).

## Trofeos amistosos
- Trofeo Ciudad de Gandía: (1) 2001

## Jugadores

### Plantilla 2016/17
- Actualizado al 10 de octubre de 2016.

## Entrenadores

### Cronología de los entrenadores
- Pascual Sendra Masanet (1994/2002)
- Jesús Briones (2002/03)
- Jesús Moratal Vidal (2004/06)
- Juan Carlos Eres (2006)
- Nino Lema (2007)
- Diego Miñana Gilabert (07)
- Vicente Cardona, "Meléndez" (2007)
- Miquel Almela (2008/2009)
- Paco Pascual (2009)
- Jose Peris   (2009/2009)
- Juan Sanchis (2009/2009)
- Carlos Gimeno (Silla) (2009/2011)
- Diego Miñana Gilabert (2011/)
- Vicent Camarena (2015/2016)